# Osteochilus melanopleurus
Osteochilus melanopleurus är en fiskart som först beskrevs av Pieter Bleeker 1852.  Osteochilus melanopleurus ingår i släktet Osteochilus och familjen karpfiskar. IUCN kategoriserar arten globalt som livskraftig. Inga underarter finns listade i Catalogue of Life.